# (100208) 1994 JD2
(100208) 1994 JD2 es un asteroide perteneciente al cinturón de asteroides, descubierto el 1 de mayo de 1994 por el equipo del Spacewatch desde el Observatorio Nacional de Kitt Peak, Arizona, Estados Unidos.